# Gerhard Lojen
Gerhard Lojen (* 28. Dezember 1935 in Graz; † 16. Dezember 2005 ebenda) war ein österreichischer Architekt, Maler, Bildhauer und Pädagoge.

## Leben
Lojen besuchte das Bundesrealgymnasium Kirchengasse in seiner Geburtsstadt Graz und erlangte 1954 die Matura. Anschließend studierte er an der TU Graz von 1954 bis zum Diplom 1962 Architektur, Zeichnen und Malen bei Kurt Weber. Er war Mitglied der KATV Norica Graz im ÖKV. Ab 1968 führte er mit seiner Ehefrau Erika Lojen ein Architekturbüro in Graz, das unter anderem den Bau von Schulen und Wohnhäuser plante.
Von 1958 bis 1977 war Lojen Mitglied der Grazer Sezession und 1977 Mitbegründer der Künstlergruppe 77 in Graz. Sein Atelier befand sich in der Plüddemanngasse. Studienreisen führten ihn u. a. nach Italien, Griechenland, Deutschland, Tunesien, Israel, in die Schweiz und in den Iran. Von 1987 bis 2000 war er Leiter der Meisterschule für Malerei an der Grazer Ortweinschule. Zu seinen ehemaligen Schülern gehören unter anderem Siggi Hofer, Klaus Mosettig, Ronald Kodritsch, Martin Schnur und Michael R. Pinter.
2005 starb Gerhard Lojen nach schwerer Krankheit kurz vor seinem 70. Geburtstag in Graz.

## Werk

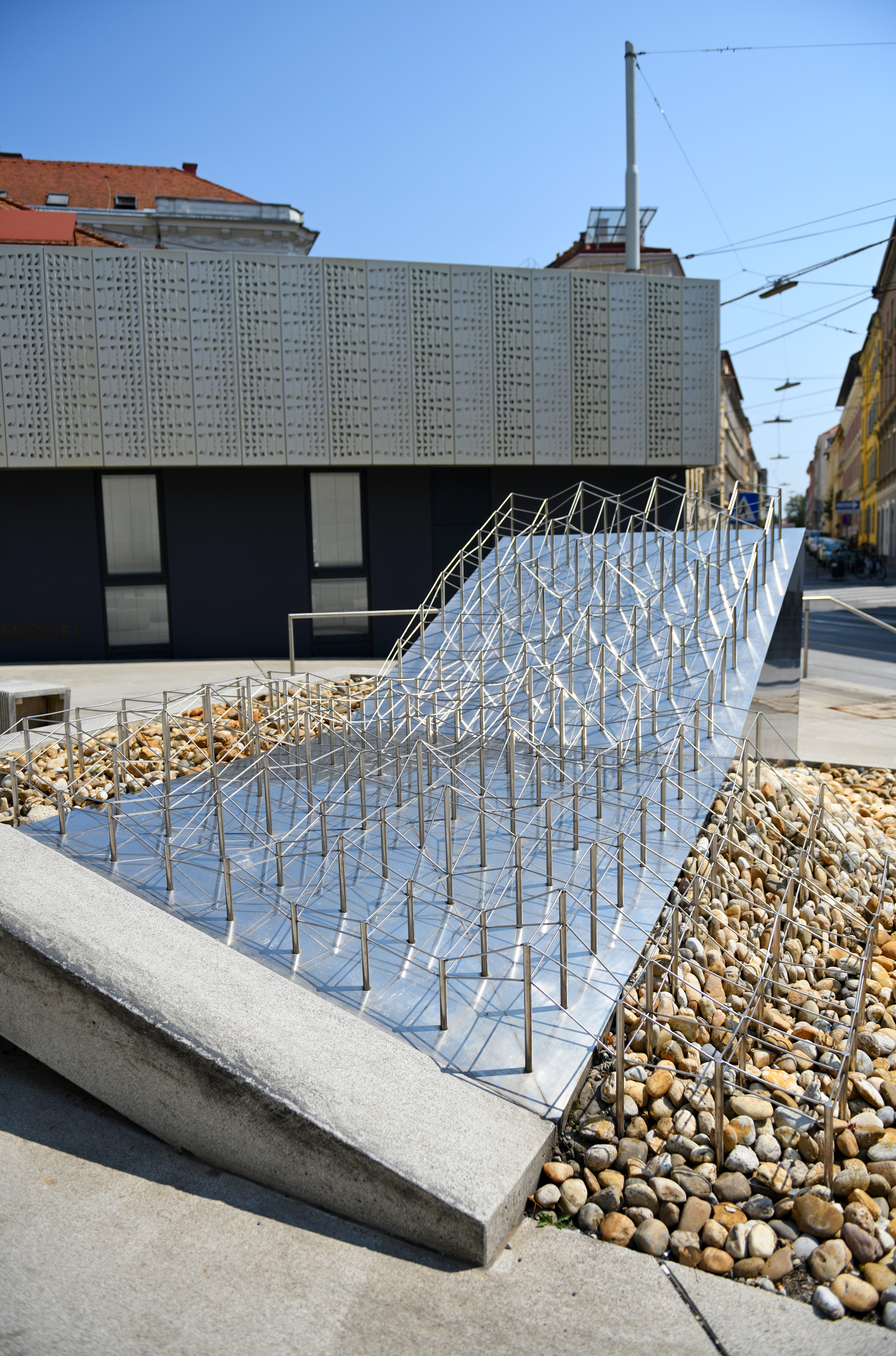
Raumpartitur in Graz

Lojen war ein Vertreter der Abstrakten Malerei. Er wurde durch seinen Lehrer Kurt Weber beeinflusst, der ihn insbesondere an den Tachismus und Informel heranführte. Weitere Einflüsse waren die Ausstellungen der Grazer Sezession, durch die er mit den konstruktiven Tendenzen der Moderne in Kontakt kam, und die französische Avantgarde über seinen nach Paris ausgewanderten Freund Hans Bischoffshausen. Lojen experimentierte mit der Farbe und ihrer Dominanz in seinen Werken, von freien Farbstrukturen („Landschaften“) bis hin zu verdichteten einfachen Figuren („Raumzeichen“) und geometrischen Farbstreifen. Hervorzuheben sind seine „Weißen Bilder“, in denen er Weiß als Summe aller Farben des Lichts thematisiert. Christa Steinle bezeichnete Lojen als „Prototyp der steirischen Moderne“. Er gehöre durch seine Materialbilder „zu den wichtigsten Begründern und Vertretern einer abstrakten Malerei in Österreich“.
Neben Gemälden gehören zu Lojens Gesamtwerk auch „Buchobjekte“, die er durch Veränderungen an Büchern, wie zum Beispiel das Vernähen der Seiten, Weißtünchen und Zusammenklammern oder -binden, schuf. Außerdem realisierte er Kunst-am Bau-Aufträge.
Werke (Auswahl)
- Innere Landschaft, 59/2, Öl, Lack, Kunstharzbinder mit Füllmittel auf Leinwand, 120 × 100 cm, 1959
- Ausstattung Hauptraum und Wochentagskapelle der Maria Verkündigungskirche (Graz-Kroisbach) (Altäre, Ambo, Tabernakel, Vortagkreuz aus lackiertem Stahlblech, Hubtor mit Darstellung des Kreuzweges), 1974
- Raumpartitur (für K.J.), Struktur aus Elementen aus rostfreiem Stahl und Schotterelementen, in einem Becken 4 × 4 m, 1985/1986, Universität für Musik und darstellende Kunst Graz
- Buchobjekt. Für H.B., 18,2 × 10 × 4,5 cm, 1987
- Großes Bild, Acryl auf Leinwand, 145 × 180 cm, 1988
- Zu Turner, Öl auf Leinwand, 70 × 90 cm, 1990
- Englischer Garten, Öl auf Leinwand, 60 × 50 cm, 1990
- Kepler-Denkmal, Cortenstahl, 1990, neben Umspannwerk an der Keplerbrücke Graz

## Preise und Auszeichnungen
- 1960          Ankaufspreis des BMfU beim Joanneums-Kunstpreis
- 1970          Preis der Kleinen Zeitung beim Köflacher Kunstpreis
- 1973/74       Seelsorgezentrum Graz-Kroisbach (Architekten Kapfhammer und Wegan), Innengestaltung
- 1974/75       1. Preis beim Wettbewerb »Gedenkzeichen Soboth-Bundesstrasse und Ausführung« (Stahlplastik)
- 1976          Kunstpreis der Stadt Köflach
- 1977          Wettbewerb »Künstlerische Ausgestaltung der Landesberufsschule Gleinstätten«: 1. Preis
- 1980          Wettbewerb »Künstlerische Ausgestaltung beim Bundesschulzentrum Judenburg«: 1. Preis und Ausführung
- 1984          Wettbewerb »Kunst im Wohnbau«: 1. Preis und teilweise Ausführung des Projektes
- 1985          Kunst auf Zeit: Preis der Grazer Kulturjournalisten
- 1985/86       Wettbewerb »Künstlerische Ausgestaltung bei der Hochschule für Musik und darstellende Kunst«1.Preis
- 1990          Wettbewerb »Johannes Kepler-Denkmal« in Graz: 1. Preis und Ausführung
- 1999          Würdigungspreis des Landes Steiermark für bildende Kunst

## Ausstellungen (Auswahl)
- 1981, 1992: Joanneum Ecksaal, Graz[2]
- 1986: Gerhard Lojen: Raumzeichen, Bilder 1984–85, Neue Galerie am Landesmuseum Joanneum, Graz
- 1996: Künstlerhaus Graz
- 2001: Gerhard Lojen: Werke, 1955–2000, Retrospektive mit Schülern der Meisterklasse, Neue Galerie Graz
- 2005: Gerhard Lojen 1935–2005, Retrospektive, Kunsthaus Graz[6]